# جون هاريس (سياسي أمريكي، مواليد 1957)
جون هاريس (بالإنجليزية: John Harris)‏ هو شخصية أعمال وسياسي أمريكي، ولد في 15 أكتوبر 1957 في غلينالين في الولايات المتحدة. نشط حزبياً في الحزب الجمهوري. وقد انتخب رئيس مجلس النواب ‏ مجلس نواب ألاسكا (2005 – 2009) وانتخب عضو برلمان مجلس نواب ألاسكا.